# Hobartina amblyoides
Hobartina amblyoides är en fjärilsart som beskrevs av Turner 1931. Hobartina amblyoides ingår i släktet Hobartina och familjen tandspinnare. Inga underarter finns listade i Catalogue of Life.